# كروزيرو البرازيلية (1967–1986)
كروزيرو، يُسمى في البداية كروزيرو نوفو (
) كانت عملة البرازيل بين عامي 1967 و1986. وهي العملة الثانية من العملات البرازيلية التاريخية الثلاث التي تسمى "الكروزيرو".
طُرح هذا الإصدار باسم كروزيرو نوفو، برمز NCr$، ظل متداولاً بين عامي 1967 و1970 في مرحلة الانتقال من الأوراق النقدية القياسية السابقة التي أصدرتها شركة أمريكان بنك نوت وتوماس دي لا رو إلى الأوراق النقدية والعملات المعدنية الجديدة التي أصدرتها بشكل رئيسي دار النقود البرازيلية. طُرح هذا الإصدار بسبب التضخم وعدم الاستقرار المالي في البلاد، كان سعر صرفه 1 كروزيرو نوفو = 1000 كروزيرو "قديم".
بعد فترة انتقالية لتمكين Casa da Moeda do Brasil من تصنيع الأوراق النقدية الجديدة، أُعيد تسمية العملة ببساطة إلى كروزيرو، مع الرمز Cr$.
ظل الكروزيرو هو العملة الرسمية حتى عام 1986، عندما استبدل بالكروزادو، بمعدل 1 كروزادو = 1000 كروزيرو.

## تاريخ

### سياق
حتى ستينيات القرن العشرين، تُصنع في الغالب الأوراق النقدية المتداولة في البرازيل بناءً على طلب من الخارج، كانت الإصدارات النهائية من قِبل Casa da Moeda do Brasil دقيقة، وكانت التجارب الرئيسية هي إصدار الأوراق النقدية بقيم تتراوح بين 1 مليون ريال و1 كونتو دي ريال لأوراق الخزانة الوطنية في أوائل 1920، وفي وقت لاحق، صدرت ورقة نقدية بقيمة 5 كروزيرو في عام 1961، تُسمى الورقة النقدية الهندية (nota do indio بالبرتغالية)، وتعامل معها كتذكار بسبب ندرتها النسبية وقيمتها الاسمية المنخفضة للغاية.
نتيجة للتضخم الذي تسارع في 1950 ووصل إلى ما يقرب من 100% سنويا في منتصف 1960، لم تصدر الأوراق النقدية من فئة 1 و2 كروزيرو في أواخر 1950، توقف إصدار العملات المعدنية بهذه المبالغ في عام 1961، ومنذ ذلك الحين، صدرت الأوراق النقدية فقط بقيم تبدأ من 5 كروزيرو.
كانت عملات السنتافو في أوائل 1960 عديمة القيمة عمليًا، وأُلغي تداولها بموجب قانون عام 1964. في القانون نفسه، طُرح اقتراح يقضي باستبدال الأوراق النقدية الحالية بفئات تصل إلى 500 كروزيرو في حال إصدار عملات معدنية، على أن تقتصر الأوراق النقدية على فئات 1000، 5000، و10,000 كروزيرو. لم تحظ العملات الأولى، التي طرحها البنك المركزي البرازيلي عام 1965 بفئات 10، 20، و50 كروزيرو، بقبول واسع من السكان.
في ضوء إعادة تصنيف العملة من قِبل فرنسا وتشيلي في عام 1960، والتي ستطلق في وقت لاحق الفرنك الجديد والإسكودو المعادل لِـ 100 فرنك قديم و1000 بيزو على التوالي، هناك سلسلة من المقترحات لإعادة تصنيف العملة، في محاولة لتجنب نفس المشكلة مع كروزيرو التي حدثت مع العملة السابقة مع مضاعفها ميل-ريس (1000x).جاءت في البداية مثل هذه المقترحات من أعضاء البرلمان ولم يتوصل إلى إجماع.

### كروزيرو نوفو
بسبب ضعف الإقبال على عملات 10، 20، و50 كروزيرو، وبسبب انخفاض قيمة عملة كروزيرو الحالية آنذاك، أصبح إصدار عملات تعادل قيمًا أقل من 10 كروزيرو مكلفًا للغاية. في 13 نوفمبر 1965، صدر "كروزيرو نوفو" كعملة انتقالية لتحل محل " الكروزيرو القديم" الذي خُفضت قيمته. كان من المقرر استخدامها حتى Conselho Monetário Nacional (
) قرر أن العملة الوطنية يمكن أن تُسمى مرة أخرى "كروزيرو". 

ستكون العملة الجديدة مساويةً لسعر صرف الكروزيرو "القديم" بمعدل 1000 كروزيرو = 1 كروزيرو نوفو . أما الأوراق النقدية من فئات 10، 50، 100، 500، 1000، 5000، و10000 كروزيرو قديم، صدرت عليها طوابع بقيم 1، 5، 10، و50 سنتافو، 1، 5، و10 كروزيرو نوفو على التوالي. لم تصدر أوراق نقدية من فئة 20 و200 كروزيرو قديمة عند الانتقال إلى كروزيرو نوفو، أُصدرت عملات معدنية مُكافئة لِتحل محلها.

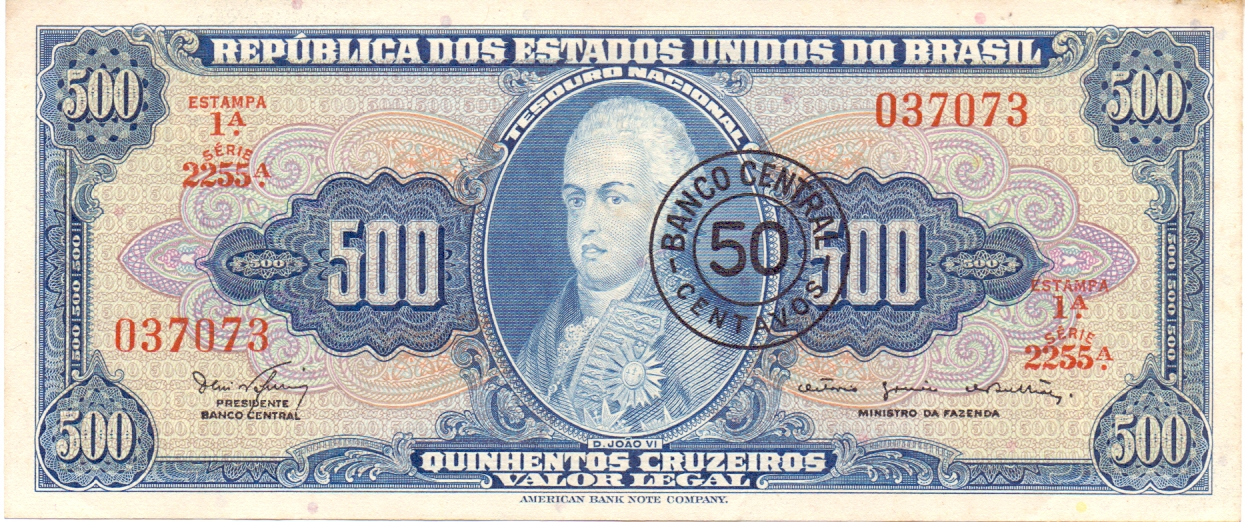
ورقة نقدية بقيمة 500 كروزيرو، مختومة بورقة نقدية بقيمة 0,50 (50 سنتًا) من كروزيرو نوفو
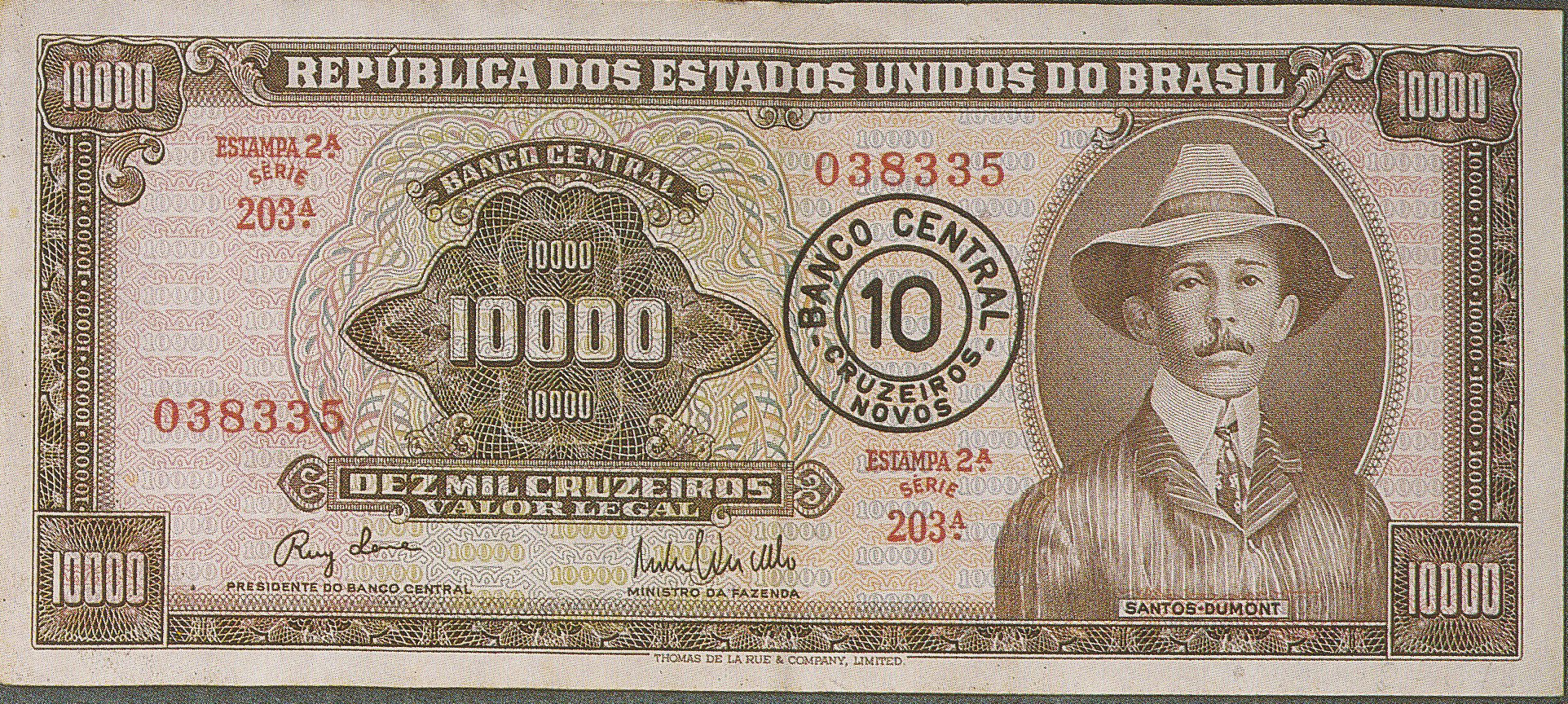
ورقة نقدية من فئة 10000 كروزيرو، مختومة بورقة نقدية من فئة 10 كروزيرو نوفو

### كروزيرو
في 31 مارس 1970، أعلن البنك المركزي البرازيلي عن تصاميم جديدة للأوراق النقدية، ونشر قرارًا يقضي بإعادة تسمية العملة الوطنية "كروزيرو" - أي حذف كلمة "نوفو"- اعتبارًا من 15 مايو 1970. في ذلك التاريخ، بدأ سحب أوراق "كروزيرو نوفو" النقدية، التي يُمكن استبدالها بالأوراق النقدية والعملات المعدنية المحدثة من عملة "كروزيرو" التي كانت قيد الاستخدام. وستُصدر الأوراق النقدية الجديدة بفئات محددة مسبقًا، وهي 1، 5، 10، 50، و100 كروزيرو.
من المقرر أن ينتهي التحول من كروزيرو نوفو إلى كروزيرو في 1 أكتوبر عام 1970، عندما أصبح اسم "كروزيرو نوفو" رسميًا قديمًا، وكروزيرو نوفو على الشيكات والمستندات المكتبية.
توقفت الأوراق النقدية المؤقتة المتداولة آنذاك لكروزيرو نوفو، كذلك التي لا تزال متداولة لكروزيرو القديم، عن أن تكون لها قيمة قانونية في 30 يونيو 1972، عندما كانت قيمتها تساوي أو تقل عن 10 سنتافو، في 30 يونيو 1973، عندما كانت قيمتها بين 20 سنتافو و1 كروزيرو، في 30 يونيو 1974، عندما كانت قيمتها 5 كروزيرو، وفي 30 يونيو 1975، عندما كانت قيمتها 10 كروزيرو.
في عام 1972، طُرحت ورقة نقدية من فئة 500 كروزيرو ونسخة مُعدلة من فئة 1 كروزيرو. وفي عام 1973، طُرحت نسخة مُعدلة من ورقة نقدية من فئة 5 كروزيرو، ونادرًا ما كانت تُصدر حتى ذلك الحين.
في عام 1978، أُطلقت ورقة نقدية بقيمة 1000 كروزيرو، بنموذج مختلف تمامًا عن الأوراق النقدية الصادرة حتى ذلك الحين، وفي عام 1979 أُطلقت إصدارات معدلة من أوراق نقدية بقيمة 10 و500 كروزيرو.
في عام 1981، أُطلقت عائلة من الأوراق النقدية تعتمد على نموذج ورقة الـ 1000 كروزيرو الصادرة عام 1978، حيث صدرت أوراق نقدية بقيمة 100، 200، 500، 1000 و5000 كروزيروس.
لم تطرأ أي تغييرات جديدة على العملة حتى عام 1984، عندما فقدت الأوراق النقدية التي تصل قيمتها إلى 50 كروزيرو قيمتها القانونية وأُطلقت الأوراق النقدية التي تصل قيمتها إلى 10 آلاف و50 ألف كروزيرو.
في عام 1985، أُطلق ورقة نقدية بقيمة 100 ألف كروزيرو، ولم يُطلق مشروع ورقة نقدية بقيمة 500 ألف كروزيرو، المقرر إطلاقها في عام 1986، بسبب خطة كروزادو.

### انسحاب
تحولت البلاد في عام 1986، إلى كروزادو، بمعدل 1 كروزادو = 1000 كروزو.
سُحبت الأوراق النقدية من فئة 100، 200، و500 كروزيرو في 30 يونيو 1987. سُحبت الأوراق النقدية من فئة 1000 و5000 كروزيرو خلال بلانو فيراو في عام 1989.
أخيرًا، أُعلن أن الأوراق النقدية من فئة 10,000، 50,000 و100,000 كروزيرو (كانت آنذاك 1، 5 و10 سنتافو من كروزادو نوفو) لا قيمة لها خلال خطة كولور.

## عملات معدنية

### تاريخ
صدرت ست فئات من العملات المعدنية ابتداءً من عام 1967، استمر إصدار بعضها بعد إعادة تصنيف عملة كروزيرو نوفو إلى كروزيرو عام 1970. هذه الفئات 1، 2، 5، 10، 20 و50 سنتافو. رغم وجود مشروع لإصدار عملة كروزيرو واحدة مع العملات المعدنية ذات القيمة بالسنتافو، إلا أنه في عام 1967، صدرت عملات معدنية تجريبية فقط بهذه القيمة، ثم أُصدرت عملة كروزيرو واحدة مع الأوراق النقدية الجديدة عام 1970.
صدرت العملات المعدنية من فئة 1، 2، و5 سنتافو حتى عام 1975 دون أي تغييرات باستثناء سُمك العملة، أصبح أوسع في الإصدار المؤرخ في عام 1967 مقارنة بالإصدارات الأخرى.
ستخضع العملات المعدنية من فئة 10، 20 و50 سنتافو لتغييرات في المعدن المستخدم وفي التفاصيل التي من شأنها أن تؤدي إلى تبسيط تصميمها بمرور الوقت، وظلت تصدر حتى عام 1979.
صدرت عملة 1 كروزيرو للعائلة الأولى مع الأوراق النقدية الجديدة في عام 1970، واستمر إصدارها حتى عام 1978، مع انخفاض العملات المعدنية في عامي 1977 و1978 بسبب التكلفة العالية للمعدن.
في عام 1972، صدرت عملات معدنية احتفالاً بالذكرى المائة والخمسين لاستقلال البرازيل بقيمة 1، 20 و300 كروزيرو من النيكل، الفضة، والذهب على التوالي.
صدرت في عام 1975، عملة فضية بقيمة 10 كروزيرو احتفالًا بالذكرى 10 لتأسيس البنك المركزي البرازيلي. وصدرت في العام نفسه سلسلة جديدة من العملات المعدنية الأخف وزنًا من فئات 1، ٢، و٥ سنتات لحملة منظمة الأغذية والزراعة (FAO)، تحمل صور قصب السكر، فول الصويا وثور الزيبو، استمر إصدارها حتى عام 1978.
بدأ في عام 1979 إصدار عملات عائلة كروزيرو الثانية، بتصميم مبسط للغاية مقارنةً بالعملات التي صدرت بين عامي 1967 و1970، طُبعت عملة 1 سنتافو تحمل صورة فول الصويا وعملة 1 كروزيرو تحمل صورة قصب السكر. كان هناك مشروع لعملات بقيمتي 10 و50 سنتافو ضمن العائلة الثانية، تحمل شعارات الحيوانات المائية والماشية على التوالي، لكن لم تُصدر هذه العملات قط، نظرًا لندرة وحداتها التجريبية نظرًا لانخفاض قيمتها الجوهرية. سُحبت جميع عملات 1 سنتافو، 2 سنتافو و5 سنتافو من العائلة الأولى في 31 ديسمبر 1980.
صدرت في عام 1980 عملات معدنية من فئة 5 و10 كروزيرو تحمل صورًا لنباتات البن، ومخطط الطريق البرازيلي لعام 1964 على التوالي. وفي عام 1981، صدرت آخر عملتين معدنيتين من هذه الفئة، بقيمة 20 و50 كروزيرو تحملان صورًا لكنيسة ساو فرانسيسكو دي أسيس في ساو جواو ديل ري، والمخطط العام لمدينة برازيليا على التوالي.
صدرت عملات 1 سنتافو من العائلة الثانية حتى عام 1983 سُحبت جميع عملات السنتافو في 15 أغسطس 1984. صدرت عملات 1 و5 كروزيرو حتى عام 1984 دون تغيير وفي طبعة خاصة من منظمة الأغذية والزراعة في عام 1985 سُحبت مع بلانو كروزادو.
استمر إصدار العملات الأخرى حتى عام 1986، عندما أُطلقت عملة كروزادو البرازيلية، وفي نهاية عام 1985 أُطلقت عملات معدنية بقيمة 100، 200 و500 كروزادو كانت ستسبق نموذج عملات كروزادو التي كانت ستتداول اعتبارًا من عام 1986.
سحبت جميع عملات كروزيرو باستثناء العملة التذكارية غير المتداولة بقيمة 300 كروزيرو (التي قيمتها المعدنية والنقدية أعلى بكثير من قيمتها الاسمية) في 30 يونيو 1987. أُعلن هذه العملة عديمة القيمة في 15 يناير 1989.

### كروزيرو نوفووسلسلةكروزيروالأولى
بدأ سك عملات كروزيرو نوفو في عام 1967، طُرحت للتداول اعتبارًا من عام 1968. تتشابه معظم السلسلة الأولى من كروزيرو في التصميم، حيث تُصور صورة الجمهورية على الوجه، باستثناء عملة كروزيرو التذكارية بقيمة 1، التي صدرت احتفالًا بالذكرى السنوية الـ 150 لاستقلال البرازيل في عام 1972.
بدأ إصدار جميع العملات المعدنية من هذه العائلة في عام 1967، باستثناء عملة 1 كروزيرو، التي صدرت فقط في إصدارات تجريبية بدون قيمة نقدية مؤرخة عام 1967، ولم يبدأ إصدار العملات المعدنية الصالحة بهذا المعيار بهذه القيمة إلا من عام 1970 فصاعدًا.
| يعكس | وجه العملة | قيمة                                                  | فترة سك العملة            | وصف الوجه            | تم سحبه        |
| ---- | ---------- | ----------------------------------------------------- | ------------------------- | -------------------- | -------------- |
|      |            | 0.01 دولار أمريكي من الكرونة النروجية 0.01 كرور روبية | 1967، 1969 1975           | يصور تمثال الجمهورية | 31 ديسمبر 1980 |
|      |            | 0.02 دولار كندي 0.02 كرور روبية                       | 1967، 1969 1975           | يصور تمثال الجمهورية | 31 ديسمبر 1980 |
|      |            | 0.05 دولار نرويجي 0.05 كرور روبية                     | 1967، 1969 1975           | يصور تمثال الجمهورية | 31 ديسمبر 1980 |
|      |            | 0.10 كرور 0.10 كرور روبية                             | 1967 1970، 1974–1979      | يصور تمثال الجمهورية | 15 أغسطس 1984  |
|      |            | 0.20 كرور نرويجي 0.20 كرور روبية                      | 1967 1970، 1975–1979      | يصور تمثال الجمهورية | 15 أغسطس 1984  |
|      |            | 0.50 كرور نرويجي 0.50 كرور روبية                      | 1967 1970، 1975–1979      | يصور تمثال الجمهورية | 15 أغسطس 1984  |
|      |            | غير متوفر 1.00 كرور روبية                             | غير متوفر 1970، 1974–1978 | يصور تمثال الجمهورية | 28 فبراير 1986 |

تحتوي السلسلة أيضًا على عدد قليل من العملات التذكارية المتداولة.
| أول سلسلة من العملات التذكارية المتداولة لكروزيرو (1967-1986) | أول سلسلة من العملات التذكارية المتداولة لكروزيرو (1967-1986) | أول سلسلة من العملات التذكارية المتداولة لكروزيرو (1967-1986) | أول سلسلة من العملات التذكارية المتداولة لكروزيرو (1967-1986) | أول سلسلة من العملات التذكارية المتداولة لكروزيرو (1967-1986) | أول سلسلة من العملات التذكارية المتداولة لكروزيرو (1967-1986) |
| يعكس                                                          | وجه العملة                                                    | قيمة                                                          | فترة سك العملة                                                | وصف                                                           | تم سحبه                                                       |
| ------------------------------------------------------------- | ------------------------------------------------------------- | ------------------------------------------------------------- | ------------------------------------------------------------- | ------------------------------------------------------------- | ------------------------------------------------------------- |
|                                                               |                                                               | 0.01 كرور روبية                                               | 1975–1978                                                     | تحتفل منظمة الأغذية والزراعة                                  | 31 ديسمبر 1980                                                |
|                                                               |                                                               | 0.02 كرور روبية                                               | 1975–1978                                                     | تحتفل منظمة الأغذية والزراعة                                  | 31 ديسمبر 1980                                                |
|                                                               |                                                               | 0.05 كرور روبية                                               | 1975–1978                                                     | تحتفل منظمة الأغذية والزراعة                                  | 31 ديسمبر 1980                                                |
|                                                               |                                                               | 1.00 كرور روبية                                               | 1972                                                          | إحياءً للذكرى المائة والخمسين لاستقلال البرازيل (1822-1972)    | 28 فبراير 1986                                                |

كما سُكت العملات التذكارية غير المتداولة.
| 10.00 كرور روبية | 1975 | إحياءً للذكرى السنوية العاشرة لتأسيس البنك المركزي البرازيلي (1964-1974) |                   |
| 20.00 كرور روبية | 1972 | إحياءً للذكرى المائة والخمسين لاستقلال البرازيل (1822-1972)              |                   |
|                  | 1972 | إحياءً للذكرى المائة والخمسين لاستقلال البرازيل (1822-1972)              | 300.00 كرور روبية |

### السلسلة الثانية
بسبب التضخم وانخفاض قيمة العملة، تحول الكروزيرو تدريجيًا نحو فئات أعلى وأعداد صحيحة. عكست السلسلة الثانية هذا التحول، حيث صدرت عملات معدنية شائعة التداول من فئتي 20 و50 كرورًا. ومن اللافت للنظر استمرار إنتاج عملة بقيمة 0.01 كرور (1 سنتافو) حتى عام 1983، على الرغم قيمتها كانت ضئيلة أو معدومة آنذاك. في المقابل، سُكت عملات 10 و50 سنتافو، لكنها لم تُطرح للجمهور قط؛ وكانت ثاني أقل فئة هي عملة 1 كرور.
| يعكس            | وجه العملة | قيمة                 | فترة سك العملة | وصف الوجه                                      | تم سحبه        |
| --------------- | ---------- | -------------------- | -------------- | ---------------------------------------------- | -------------- |
|                 |            | 0.01 كرور روبية      | 1979–1983      | يصور فول الصويا                                | 15 أغسطس 1984  |
| 0.10 كرور روبية | —          | يصور زوجًا من الأسماك | —              |                                                |                |
| 0.50 كرور روبية | —          | يصور ثورًا            | —              |                                                |                |
|                 |            | 1.00 كرور روبية      | 1979–1984      | يصور قصب السكر                                 | 28 فبراير 1986 |
|                 |            | 5.00 كرور روبية      | 1980–1984      | يصور نبات القهوة                               | 28 فبراير 1986 |
|                 |            | 10.00 كرور روبية     | 1980–1986      | يصور خريطة للطرق الرئيسية في البرازيل          | 30 يونيو 1987  |
|                 |            | 20.00 كرور روبية     | 1981–1986      | يصور كنيسة ساو فرانسيسكو دي أسيس في أورو بريتو | 30 يونيو 1987  |
|                 |            | 50.00 كرور روبية     | 1981–1986      | يصور بلانو بيلوتو، خريطة برازيليا              | 30 يونيو 1987  |

تضمنت السلسلة الثانية أيضًا عملات تذكارية احتفالًا بمنظمة الأغذية والزراعة.
| السلسلة الثانية من العملات التذكارية المتداولة لكروزيرو (1967-1986) | السلسلة الثانية من العملات التذكارية المتداولة لكروزيرو (1967-1986) | السلسلة الثانية من العملات التذكارية المتداولة لكروزيرو (1967-1986) | السلسلة الثانية من العملات التذكارية المتداولة لكروزيرو (1967-1986) | السلسلة الثانية من العملات التذكارية المتداولة لكروزيرو (1967-1986) | السلسلة الثانية من العملات التذكارية المتداولة لكروزيرو (1967-1986) |
| يعكس                                                                | وجه العملة                                                          | قيمة                                                                | فترة سك العملة                                                      | وصف                                                                 | تم سحبه                                                             |
| ------------------------------------------------------------------- | ------------------------------------------------------------------- | ------------------------------------------------------------------- | ------------------------------------------------------------------- | ------------------------------------------------------------------- | ------------------------------------------------------------------- |
|                                                                     |                                                                     | 1.00 كرور روبية                                                     | 1985                                                                | تحتفل منظمة الأغذية والزراعة                                        | 28 فبراير 1986                                                      |
|                                                                     |                                                                     | 5.00 كرور روبية                                                     | 1985                                                                | تحتفل منظمة الأغذية والزراعة                                        | 28 فبراير 1986                                                      |

### السلسلة الثالثة
على نحو مماثل للزيادة في القيمة من كل عملة من السلسلة الأولى إلى السلسلة الثانية، تميزت السلسلة الثالثة بفئات عالية جدًا من عملة كروزيرو.
| يعكس | وجه العملة | قيمة              | فترة سك العملة | وصف الوجه                  | تم سحبه       |
| ---- | ---------- | ----------------- | -------------- | -------------------------- | ------------- |
|      |            | 100.00 كرور روبية | 1985–1986      | يصور شعار النبالة للبرازيل | 30 يونيو 1987 |
|      |            | 200.00 كرور روبية | 1985–1986      | يصور شعار النبالة للبرازيل | 30 يونيو 1987 |
|      |            | 500.00 كرور روبية | 1985–1986      | يصور شعار النبالة للبرازيل | 30 يونيو 1987 |

## الأوراق النقدية
الأوراق النقدية المؤقتة من فئة 10، 50 و100 كروزيرو أصدرها توماس دي لا رو والأوراق النقدية من فئة 500، 1000 و5000 كروزيرو أصدرتها شركة أميركان بنك نوت، خُتمت بالقيمة المعادلة بالكروزيرو نوفو وظلت قانونية بعد ختمها رسميًا من قِبل البنك المركزي البرازيلي بقيمتها بالعملة الجديدة. 1⁄1000 الاسمية حتى استبدالها.
بالإضافة إلى ذلك، صدرت أوراق نقدية بقيمة 10,000 كروزيرو، مصنوعة حسب الطلب في الخارج طُرحت للتداول في عام 1966، في معظم الحالات مع طابع التكافؤ المذكور أعلاه، مع وجود عدد قليل فقط من السلاسل التي أصدرتها شركة American Bank Note Company لم تُختم بقيمة 10 كروزيرو نوفو.

استُبدلت هذه الأوراق النقدية، إلى جانب تلك الصادرة في المعيار السابق، بعملات معدنية بقيم 1، 2، 5، 10، 20 و50 سنتافو بدأ إصدارها في عام 1967، بالإضافة إلى عملة معدنية جديدة بقيمة 1 كروزيرو وأوراق نقدية جديدة أصدرتها بشكل رئيسي دار النقود البرازيلية بمبالغ 1، 5، 10، 50 و100 كروزيرو من عام 1970 إلى عام 1980. في ذلك الوقت، كانت كلمة "نوفو" غائبة عن العملات المعدنية والأوراق النقدية التي صدرت، كما كان متوقعًا بالفعل في القرار 47، الذي من شأنه أن يؤسس العملة الجديدة.

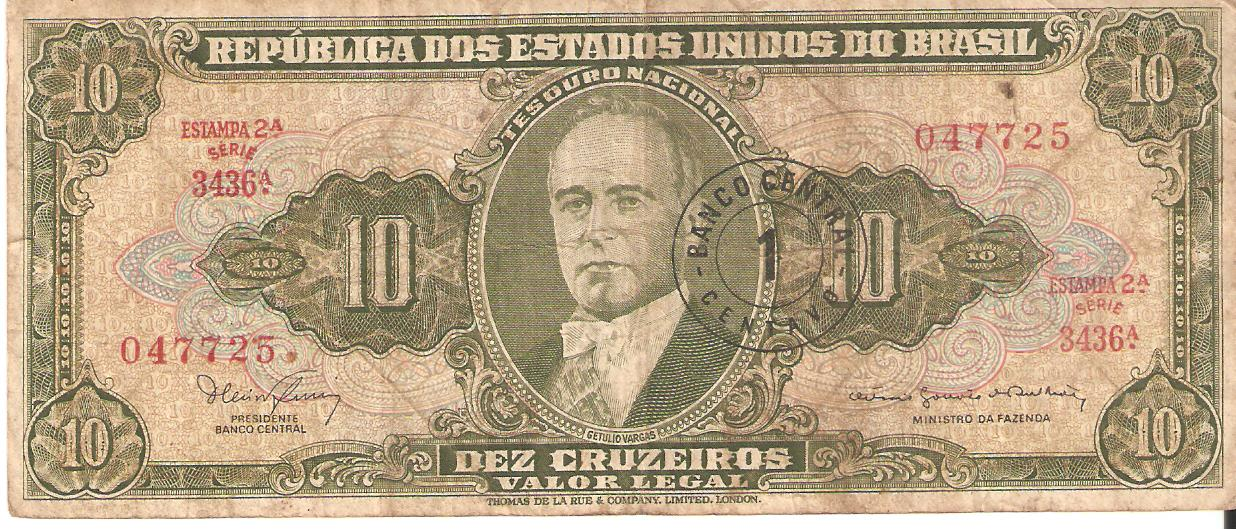
ورقة نقدية بقيمة 10 كرور نرويجي مختومة بنص "1 سنتافو"، مما يشير إلى أنها أصبحت تساوي الآن 0.01 كرور نرويجي.

لِتحديد التصميم الجرافيكي الجديد لأوراق النقد الجديدة من فئة كروزيرو التي ستصدرها دار النقد البرازيلية، أُقيمت مسابقة لاختيار التصميم الجرافيكي للأوراق النقدية الجديدة، بمشاركة عدد من المصممين البرازيليين، مثل ألكسندر فولنر، والدير غرامادو، بينيديتو دي أراوجو ريبيرو، بيتراركا أمينتا، زيليو برونو دا ترينداد، غوستافو غوبيل واين رودريغيز، ولوديفيكو مارتينو. فاز بالمسابقة ألويزيو ماغالهايس، الذي يُمثل عمله المُقدم تجديدًا وتغييرًا جوهريًا في الأوراق النقدية التي ستُصدر في البلاد.
كان ألويزيو مسؤولاً عن التصميم الجرافيكي للأوراق النقدية للعائلة الأولى من "الكروزيرو" الجديدة، صدرت من عام 1970 إلى عام 1980، بالقيم الأصلية 1، 5، 10، 50 و100 كروزيرو، مع إضافة 500 كروزيرو في عام 1972 بدافع يتعلق بالتكوين العرقي للشعب البرازيلي، بالإضافة إلى العائلة الثانية من الأوراق النقدية، والتي كان حجر الزاوية فيها ورقة نقدية من فئة 1000 كروزيرو من عام 1978، صدرت في عام 1981 بقيم 100، 200، 500 و5000 كروزيرو، بالإضافة إلى إعادة تصميم ورقة نقدية من فئة 1000 كروزيرو، مع إصدار أوراق نقدية من فئة 100، 200 و500 كروزيرو حتى عام 1984 صدرت أوراق نقدية من فئة 1000 و 5000 كروزيرو حتى عام 1985، وهو ما يتجاوز عمر المصمم الذي توفي في عام 1982.
صدر في عام 1984، أول أوراق نقدية بدون مشروع Aloísio Magalhães، كانت عبارة عن أوراق نقدية من فئة 10000 و50000 كروزيرو، إلى جانب ورقة نقدية من فئة 100,000 كروزيرو صدرت في عام 1985، تشكل العائلة الثالثة من أوراق النقدية كروزيروس النهائية، والتي من شأنها أن تتوقع ميزات أوراق النقدية كروزادو، والتي صدرت في عام 1986. تلقت الأوراق النقدية الأخيرة من تلك العائلة طابع التكافؤ بالكروزادو بينما لم تصدر أوراق نقدية جديدة مماثلة لنفس الأوراق النقدية بقيمة كروزادو.
تختلف الأوراق النقدية للعائلة الأولى من كروزيرو في الحجم بين الأوراق النقدية، وأصغر الأوراق النقدية هي ورقة نقدية بقيمة 1 كروزيرو بقيمة 147  مم في الطولو 66 ملم في العرض. أما الأنواع الأخرى (5، 10، 50، 100 و500 كروزيرو) فتتميز بزيادة قدرها 5 ملم في الطول و 3 ملم عرضها بالنسبة للورقة النقدية، وقيمتها أقل منها مباشرةً. أوراق كروزيرو النقدية من الفئتين الثانية والثالثة لها حجم موحد 154 × 74 ملم.
صدرت الأوراق النقدية النهائية لهذا المعيار النقدي بشكل أساسي من قبل Casa da Moeda do Brasil، وفي الوقت الحالي صدر أمر تكميلي فقط بقيمة 50 مليون ورقة نقدية من قِبل توماس دي لا رو بمبلغ 100 كروزيرو من المعيار الجديد في عام 1970، ولم يكن هناك إصدار جديد للأوراق النقدية في الخارج حتى عام 1994، عندما أُطلق الريال كعملة برازيلية.
سُحبت الأوراق النقدية المؤقتة وأوراق كروزيرو القديمة حتى 10 سنتافو في 30 يونيو 1972 (بعد تأجيلين، الموعد النهائي الأول هو 1 أكتوبر 1970 والموعد النهائي الثاني هو 30 يونيو 1971)، تلا ذلك سحب الأوراق النقدية المؤقتة وأوراق كروزيرو القديمة حتى 1 كروزيرو "نوفو" في 30 يونيو 1973، سُحبت الأوراق النقدية المؤقتة وأوراق كروزيرو القديمة من 5 و10 كروزيرو "نوفو" في 30 يونيو 1974 و30 يونيو 1975 على التوالي.

سُحبت الأوراق النقدية التي تصل إلى 50 كروزيرو في 29 يونيو 1984 سُحبت الأوراق النقدية التي تصل إلى 500 كروزيرو في 30 يونيو 1987. سحب الأوراق النقدية من فئة 1000 و5000 كروزيرو في 15 يناير 1989 وسحبت فئات أخرى من فئة بلانو كولور.

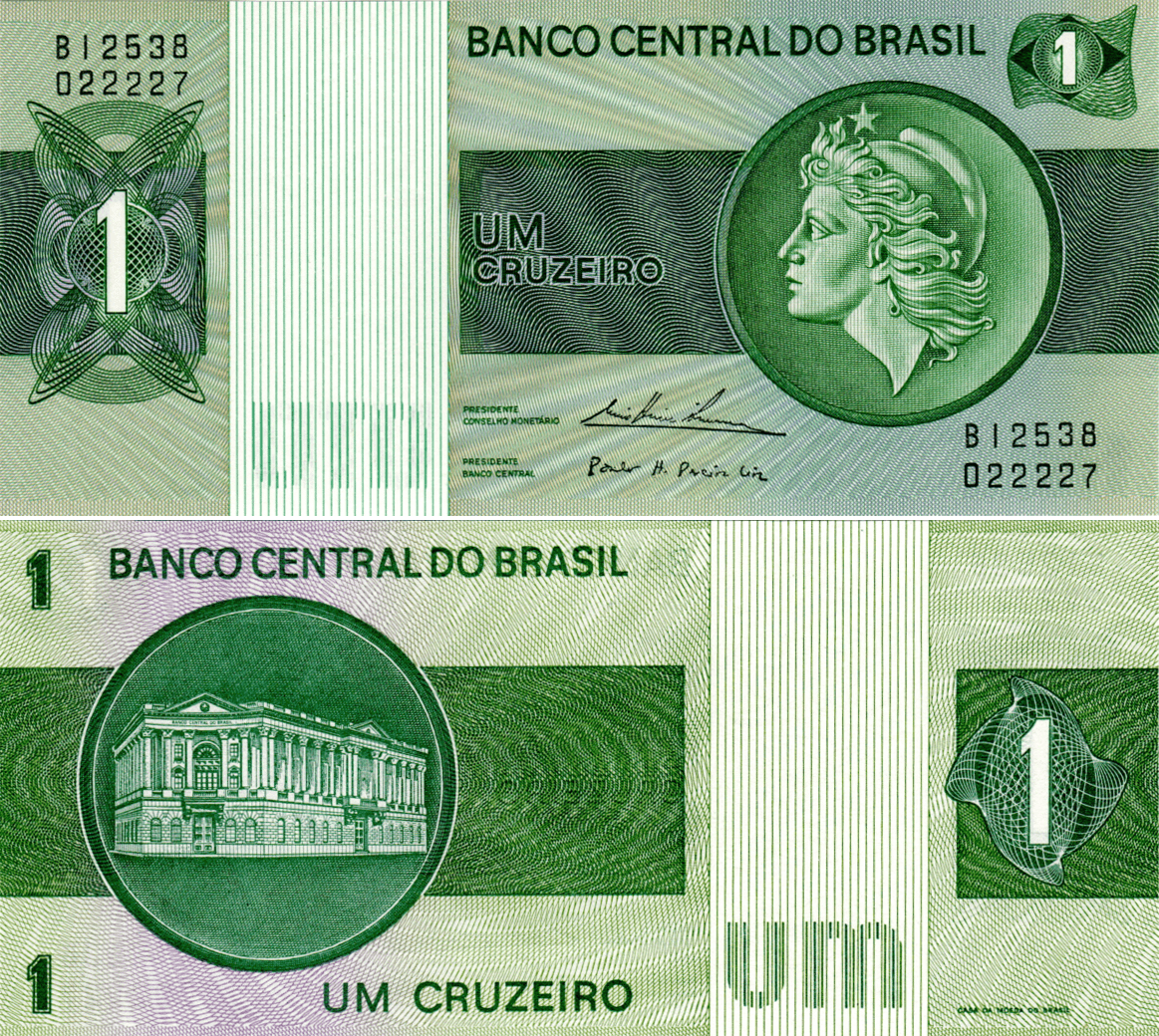
ورقة نقدية بقيمة 1 دولار كروري، من عام 1970
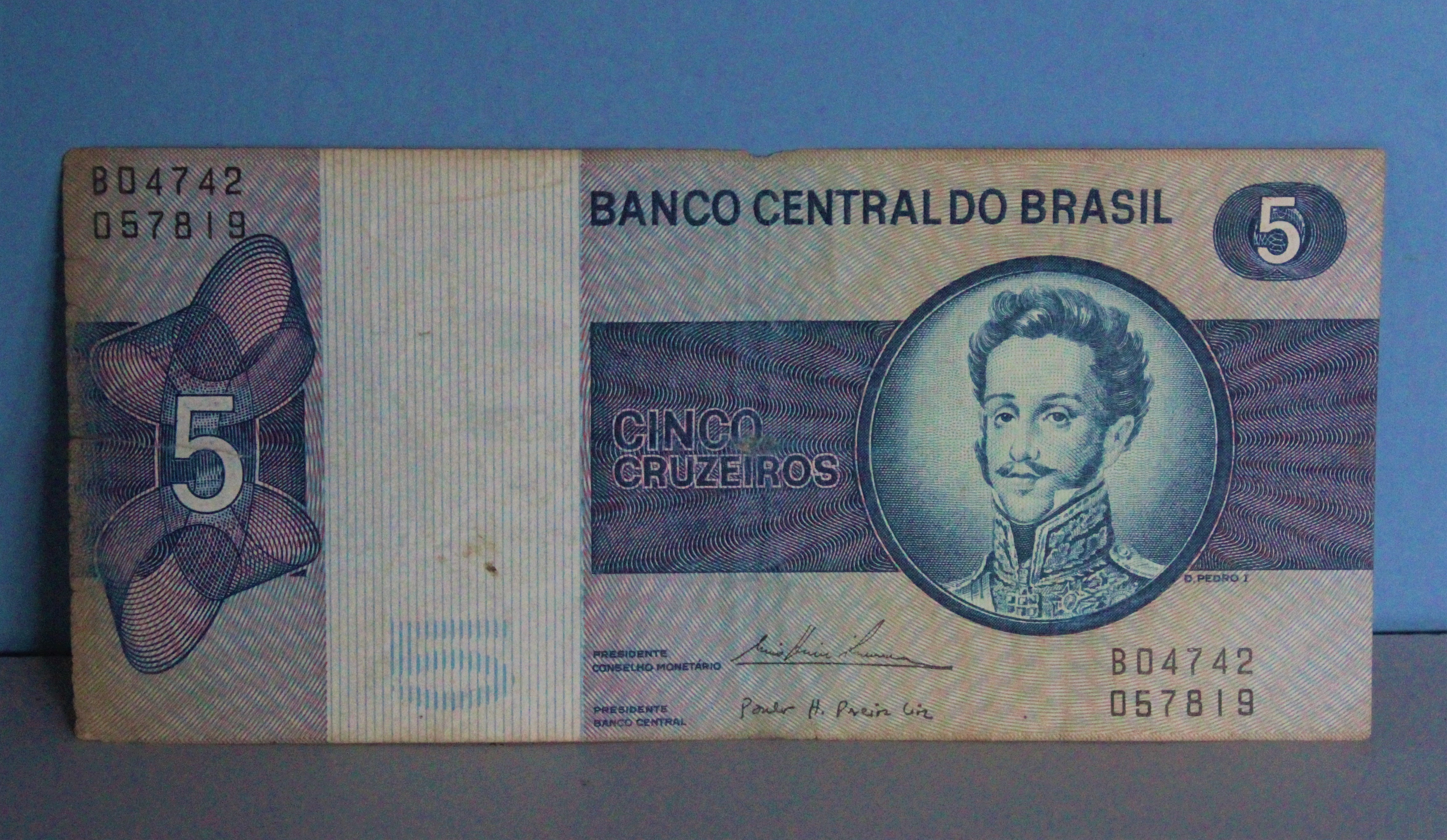
وجه ورقة نقدية بقيمة 5 دولارات كرواتية، من عام 1970، تحمل صورة دوم بيدرو الأول
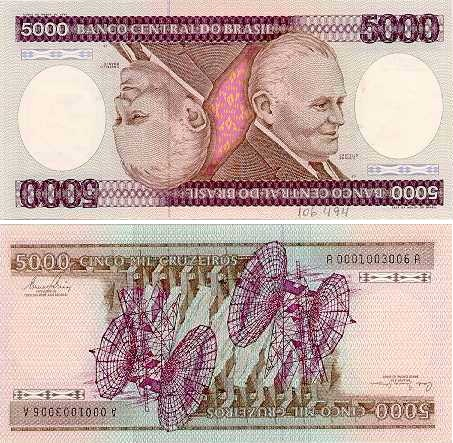
ورقة نقدية بقيمة 5000 ريال برازيلي عام 1981 تصور كاستيلو برانكو
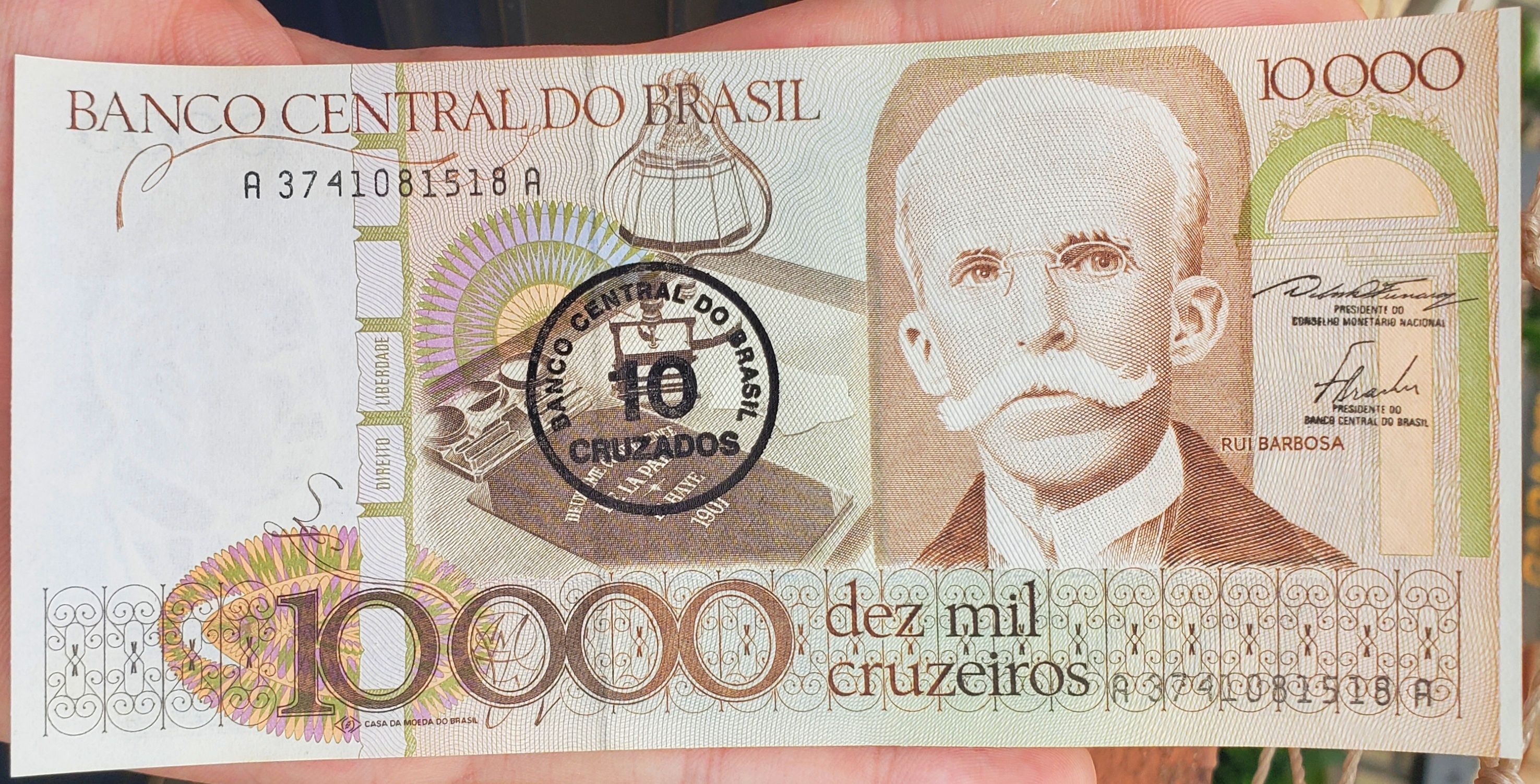
وجه الورقة النقدية بقيمة 10000 دولار كرواتي، تحمل صورة روي باربوسا ، ومختومة بعلامة 10 دولارات تشيكية
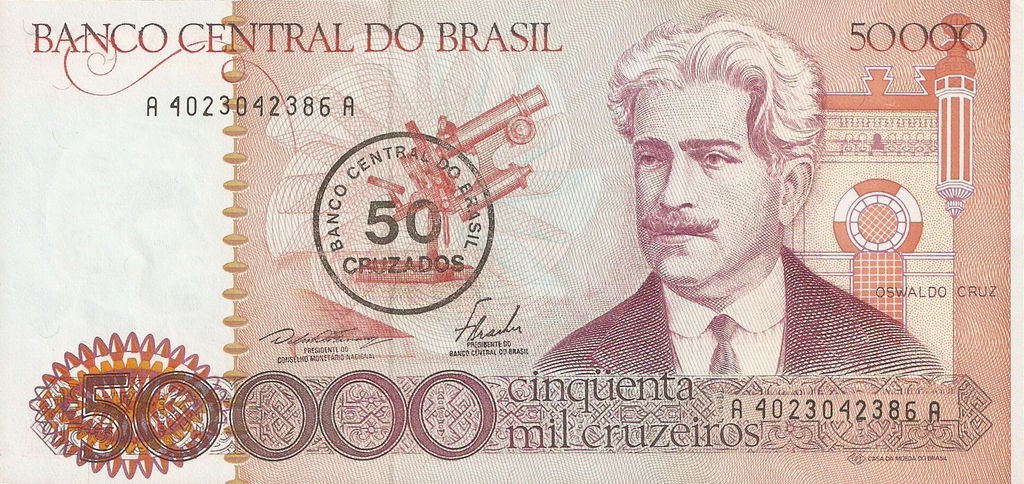
وجه ورقة نقدية بقيمة 50,000 كرور روبية تحمل صورة أوزوالدو كروز ، ومختومة بعلامة 50 دولارًا تشيكيًا
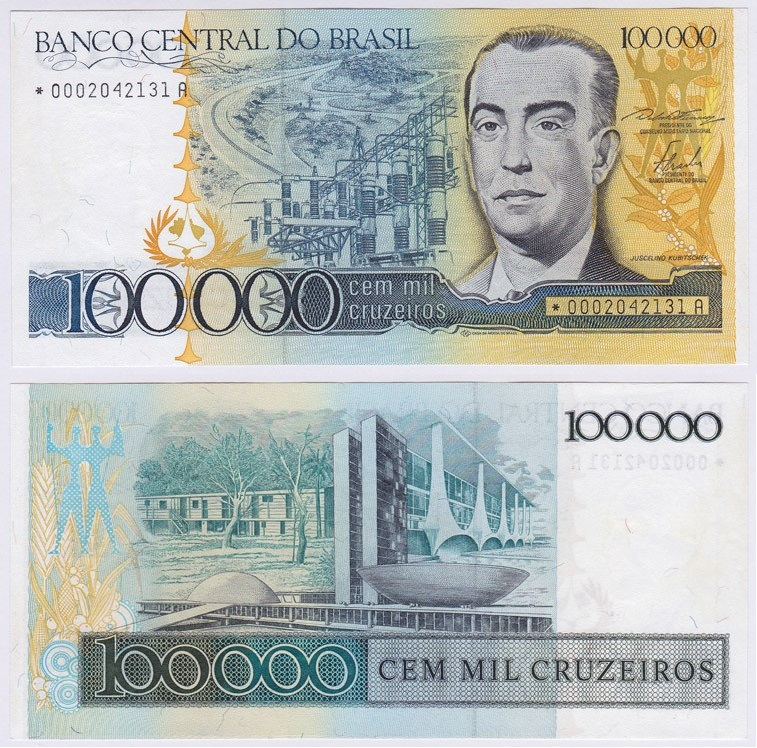
أعلى فئة من فئة كروزيرو، وهي ورقة نقدية بقيمة 100000 ريال برازيلي من عام 1985، تصور جوسيلينو كوبيتشيك

## فهرس
- Rodrigues, Natália. "Cruzeiro Novo – História do Brasil" [Cruzeiro Novo – History of Brazil]. InfoEscola (بالبرتغالية البرازيلية). Retrieved 2021-07-06.

قالب:N-start
قالب:N-before
قالب:N-currency
قالب:N-after